# L'Humanité

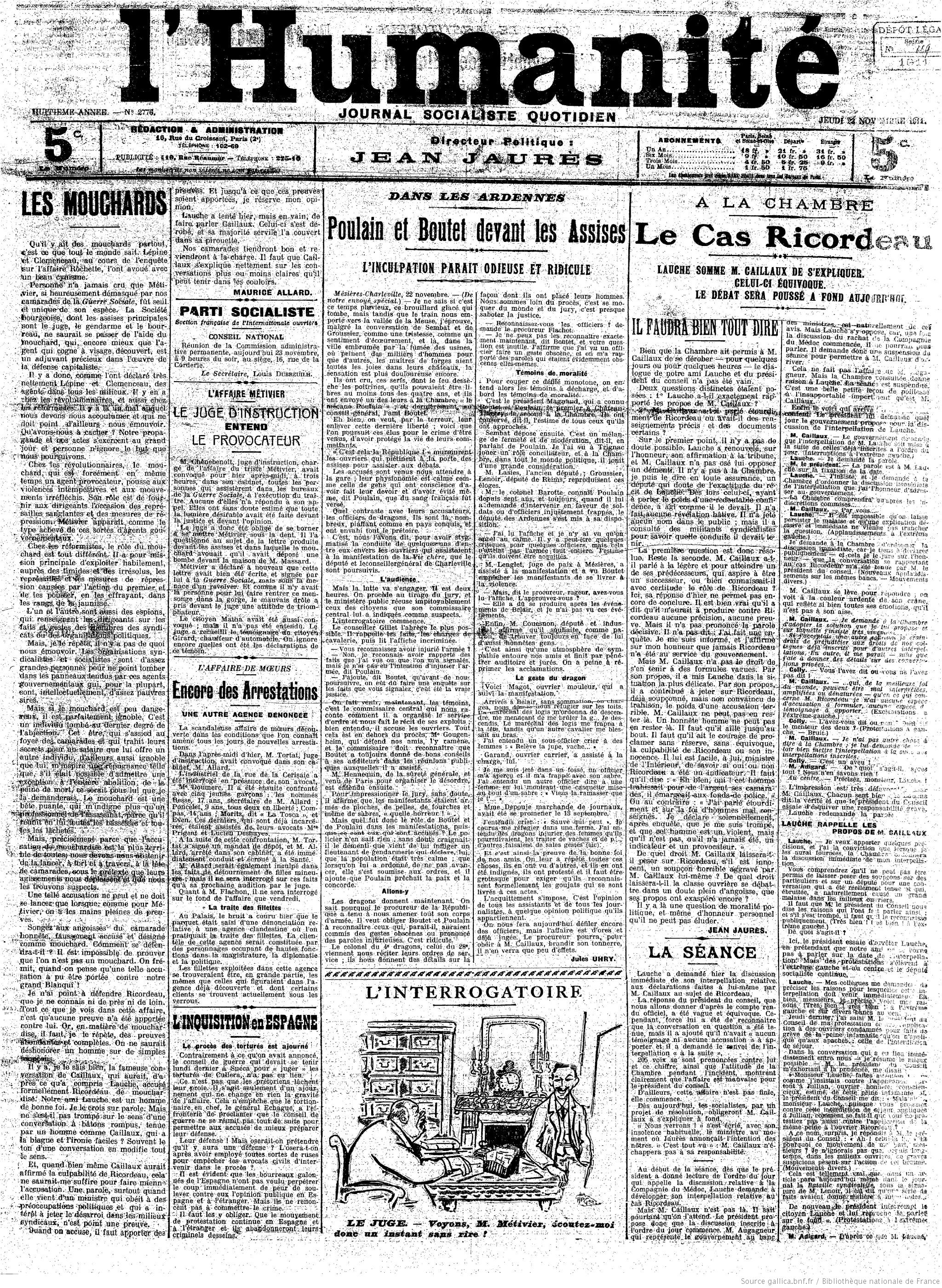
Primeira página do L'Humanité de 23/11/1911

L'Humanité (A Humanidade), ou na sua forma abreviada e coloquial, L'Huma, é um diário francês, fundado em 1904 pelo dirigente socialista Jean Jaurès. 
Em 1920, após a separação entre a SFIO e o Partido Comunista Francês, o L'Humanité passou a ser o órgão oficial deste último. 
Foi proibido em 1939 por causa do seu apoio ao Pacto Germano-Soviético. Após a ocupação de França pelas tropas alemãs em 1940, foi publicado clandestinamente na forma de folheto e desempenhou um papel importante na Resistência francesa. Muitos dos seus jornalistas morreram em combate contra o exército ocupante. Recomeçou a publicar-se livremente a partir de 21 de Agosto de 1944, após a libertação de Paris. 
Desde a década de 1990 que o L'Humanité passa por uma má situação econômica que ameaça com o encerramento. Isto deve-se principalmente à pouca publicidade nas suas páginas, e ao fato de que os subsídios estatais a jornais partidários foram diminuídos. Assim, a publicação apenas tem sobrevivido devido a ofertas de leitores e simpatizantes. Abriu o seu capital a uma associação destes - Les Amis de l'Huma -, à cadeia de televisão TF1 e a outras empresas. O símbolo da foice e martelo desapareceu da capa e já não está diretamente ligado ao partido comunista.